# 塵添壒嚢鈔
『塵添壒嚢鈔』（じんてんあいのうしょう、「あい」は土偏に蓋）は、室町時代に編纂された辞典である。全20巻。天文元年（1532年）成立。
流布している版本の刊行は1650-1660年頃（慶安から万治年間）と見られている。先行する『壒嚢鈔』（あいのうしょう）に『塵袋』（ちりぶくろ）所収の諸説（201箇条）を増補して編纂された。言葉の起源・故事、神仏寺社についての縁起などを主におさめている。
江戸時代には『塵添壒嚢鈔』のことを指して『壒嚢鈔』と称していた例もあり、同一の書物であるとみなされてもいた。江戸時代の書誌などで「二十巻本」と記されている『壒嚢鈔』は多くの場合『塵添壒嚢鈔』である。